# Friedbert Streller
Friedbert Streller (* 21. Dezember 1931 in Hohburg bei Wurzen; † 24. Dezember 2017 in Dresden) war ein deutscher Autor, Musikwissenschaftler und Komponist.

## Leben
Er studierte von 1950 bis 1956 Musikerziehung, Musikwissenschaft sowie Komposition bei Fred Lohse an der Universität Leipzig. Danach lehrte er selbst als Dozent in Magdeburg, Halle und von 1963 bis 1993 an der Dresdner Musikhochschule. Er veröffentlichte neben seiner Tätigkeit als Musikkritiker biografische Studien zu Aram Chatschaturjan, Paul Hindemith, Sergei Prokofjew und Dmitri Schostakowitsch. Seit 1959 wirkte er auch als Komponist, schrieb Sinfonien, von denen die erste Schostakowitsch gewidmet ist, Streichquartette, Konzerte, Suiten und Motetten. Streller war prägendes Mitglied in der Deutschen Schostakowitsch-Gesellschaft.
Der Nachlass von Friedbert Streller wird in der Sächsischen Landesbibliothek – Staats- und Universitätsbibliothek Dresden aufbewahrt.

## Werke (Auswahl)

### Schriften
- Sergej Prokofjew. VEB Breitkopf & Härtel, Leipzig 1960.
- Aram Chatschaturjan. Deutscher Verlag für Musik, Leipzig 1968.
- Dmitri Schostakowitsch. Für Sie porträtiert. Deutscher Verlag für Musik, Leipzig 1982.
- Revolte und Aufbruch. Musikhistorische Studien zum Expressionismus in Deutschland. Universität Halle, 1988.
- Paul Hindemith. Für Sie porträtiert. Deutscher Verlag für Musik, Leipzig 1985.
- Erwin Schulhoffs Beziehungen zu Berlin. In: Traude Ebert-Obermeier: Studien zur Berliner Musikgeschichte. Vom 18. Jahrhundert bis zur Gegenwart. Henschel, Berlin 1989, ISBN 3-362-00328-1.
- Sergej Prokofjew und seine Zeit. Laaber Verlag, Laaber 2003, ISBN 9783890075549.
- Schostakowitschs späte Hinwendung zum Lied. In: Schostakowitsch-Aspekte – Analysen und Studien, Verlag Ernst Kuhn, Berlin 2014, ISBN 9783936637298.
- Neoklassizismus oder verordneter Traditionsbezug? Schostakowitschs Adaption Bachscher Themen und Formen. In: Schostakowitsch, Prokofjew und andere Komponisten – Studien und Analysen. Schostakowitsch-Studien Bd. 11, Verlag Ernst Kuhn, Berlin 2014, PDF, ISBN 9783936637304

### Kompositionen
- Sonatine für Vibraphon und Klavier (1959)
- Thomas-Müntzer-Suite für Orgel (1989)
- Passion nach Johannes für Sprecher, Soli, Chor und Orgel (1999)
- 1. Sinfonie in memoriam D. Schostakowitsch (2004)
- Web.-Side. Drei Porträts nach Themen von Carl Maria von Weber für Flöte und Klavier (2006)
- 2. Sinfonie Down and High in drei Sätzen
- Symphonia da Requiem (3. Sinfonie) in zwei Sätzen (2006)
- 4. Sinfonie, die jazzige, in drei Sätzen (2008)
- Psalm-Motette Herr Hilf für gemischte Chor (2009)
- 5. Sinfonie Pastorale in drei Sätzen (2010)
- Sym-Phonia historique (6. Sinfonie), Play off by Bruckner, Ligeti und Hindemith (2012)
- Mose's Dornbusch. Eine biblische Sonate für Orgel (2012)
- Franziskanische Ode (7. Sinfonie) für Soli, Chor, zwei Flöten, Streicher und Schlagwerk (2014)